# Control político
Control es la aptitud que posee el poder político de dirigir o suprimir el cambio (cambio político) para conseguir la estabilidad política. Tiene principalmente tres dimensiones:
1. Una dimensión informativa: informarse del estado del sistema (sistema político, sistema social) y de cada uno de sus elementos (instituciones, individuos, grupo político, grupo social) para verificar si corresponde a los criterios deseados.
2. Una dimensión "negativa" (control negativo): impedir que se produzcan las posibilidades que no corresponden al fin deseado, a la vista de los métodos deseados.
3. Una dimensión "positiva" (control positivo): favorecer y promover las posibilidades que sí corresponden al fin deseado mediante los métodos deseados.

El control pretende reducir la incertidumbre de un sistema o de uno de sus elementos. Tanto en términos individuales como colectivos, la búsqueda enfermiza de control puede ser una reacción fóbica al miedo o a la angustia (por ejemplo, el miedo "al otro", el miedo a la novedad, el miedo a la libertad -concepto de Erich Fromm- e incluso el miedo al éxito).
La psicología del control es una rama de la psicología derivada de las teorías del stress.
Las técnicas de control político (seducción, propaganda y política de comunicación, educación, represión -represión política-, manipulación política, desinformación, populismo, terrorismo, paternalismo, corporativismo, clientelismo, corrupción política, control de los cauces de participación política y movilización, gestión de las demandas políticas, del consenso -consenso manufacturado- y del conflicto) se utilizan en todas las formas de gobierno, pero son especialmente conspicuas en los sistemas autoritarios y totalitarios.